# 清水裕一
清水 裕一（しみず ゆういち、1987年10月26日 -）は、地方競馬の佐賀競馬場九日俊光厩舎に所属していた元騎手である。勝負服の柄は胴赤・黄山形一本輪、袖黒・黄三本輪。東京都出身。地方競馬教養センター騎手課程第87期生。

## 来歴
2009年3月31日付けで、地方競馬騎手免許を取得。同年4月4日第1回佐賀競馬1日目第1競走C2-14組条件戦マツリダミスヒートで初騎乗（9頭立て6番人気5着）。同年8月16日第9回佐賀競馬3日目第6競走C2-2組条件戦を8番人気コッカケンリョクで優勝し、82戦目で初勝利。
2012年3月31日に引退をした。
地方通算成績は1091戦76勝・2着107回・3着125回・勝率7.0%・連対率16.8%（2012年3月31日現在）
- 2010年「日本プロスポーツ大賞」新人賞受賞
- 2010年 NARグランプリ 優秀新人騎手賞[6]